# Nicolás de Jesús López Rodríguez
Nicolás de Jesús López Rodríguez (Barranca, 31. listopada 1936.) dominikanski je katolički prelat koji je služio kao nadbiskup Santo Dominga od 1981. do 2016. Kardinalom je proglašen 1991. godine.
Kao kardinal izbornik sudjelovao je na papinskim konklavama 2005. i 2013. godine.